# Набэсима Мицусигэ
Набэсима Мицусигэ (鍋島 光茂, 10 июля 1632, Сага, Кюсю, Япония — 2 июля 1700, там же) — японский даймё раннего периода Эдо. Третий правитель княжества Сага в провинции Хидзэн региона Кюсю (в наши дни это часть префектур Сага и Нагасаки в Японии).

## Биография
Происходил из рода Набэсима, который принадлежал к тодзама и имел статус правителя провинции (яп. 国主). Старший сын Набэсимы Таданао, четвёртого сына Набэсимы Кацусигэ. Мать Мицусигэ происходила из известного рода Мацудайра. После ранней смерти отца был усыновлён дедом и унаследовал домен Сага. Его дядя, Набэсима Наодзуми, сам хотел стать даймё княжества Сага и даже женился на вдове Таданао, но вместо этого был вынужден удовлетвориться тем, что стал первым даймё Хасуноикэ-хана.
Законной женой Мицусигэ стала Торахимэ, дочь Уэсуги Садакацу, второго даймё княжества Ёнэдзава.
Мицусигэ прославился запрещением в 1657 году дзюнси, самоубийства в знак верности, которое в Японии традиционно совершали вассалы после смерти правителя, издав указ, согласно которому все, кто покончит с собой после его смерти, навлекут позор на своих потомков. Он на 6 лет опередил Токугаву Иэцуну, в 1663 году издавшего закон о запрете дзюнси.
Отец по меньшей мере пятнадцати сыновей, трое из которых, Цунасигэ (старший сын), Ёсисигэ (второй сын) и Мунэсигэ (пятнадцатый сын) были правителями княжества Сага.
В 1695 году Набэсима Мицусигэ передал княжество своему старшему сыну Цунасигэ.
После смерти Набэсимы, один из его вассалов, Ямамото Цунэтомо, отказался совершать дзюнси именно потому что его правитель выступал против этой практики при жизни. Позднее Цунэтомо стал монахом и написал книгу «Хагакурэ» (яп. 葉隱 (葉隠) «Сокрытое в листве»), практическое и духовное руководство самурая. В неё Цунэтомо, в частности, включил изречения и деяния самого Набэсимы Мицусигэ, а также его деда Наосигэ, отца Кацусигэ и старшего сына Цунасигэ.